# Conrad de Ivrea
Conrad Cono(n) (d. 1001) a fost margraf de Ivrea de la 970 până la moarte.
Conrad a fost cel de al treilea fiu al lui Berengar de Ivrea cu Willa de Toscana. Frații săi mai mari erau Adalbert și Guy, care amândoi au condus marca de Ivrea anterior lui. Tatăl său l-a numit conte de Ventimiglia, fiind primul care a ocupat această poziție.
Potrivit Gesta Mediolanensium, Conrad a încheiat pace cu germanii în timpul împăratului Otto I "cel Mare", spre deosebite de tatăl și de frații săi. Din acest motiv, împăratul l-a numit conte de Milano în 957. La 12 septembrie 962, Otto i-a conferit posesiuni în ținuturile Modenei și Bolognei, care anterior îi aparținuseră lui și fratelui său Guy și fuseseră ocupate de episcopul de Modena. În 965, Otto l-a instalat pe Conrad ca margraf de Ivrea, ca urmare a părăsirii puterii de către fratele său Adalbert.
Cândva înainte de 987, Conrad s-a căsătorit cu Richilda, fiica margrafului Arduin Glaber de Torino, confirmându-se astfel bunele relații dintre mărcile de Ivrea și de Torino. În jur de 990, Conrad a trecut Ivrea sub stăpânirea rudei sale, Arduin.